# System76
System76 je americký prodejce se sídlem v Denveru který se zaměřuje na desktopy, netbooky, notebooky a servery. Společnost podporuje open-source software, jako předinstalovaný operační systém nabízí Pop!_OS.

## Historie
System76 založil Carl Richell a Erik Fetzer. V roce 2003, si Fetzer zaregistroval doménu system76.com aby přes ní prodával počítače s předinstalovaným GNU/Linuxem. Tento nápad realizoval o dva roky později. V polovině roku 2005 se nejdůležitější otázkou pro Richella a Fetzerra stalo, jakou distribuci použít pro první prodeje. Uvažovali o Red Hat Enterprise Linux, OpenSUSE, Yoper i dalších distribucích, ale nakonec vybrali Ubuntu. Navíc se Richellovi líbil obchodní model Canonicalu: zcela svobodný software, který měl podle potřeby komerční podporou. První počítač který System76 prodala měl předinstalované Ubuntu 5.10 Breezy Badger.

### Název společnosti
Číslo 76 v názvu společnosti odkazuje na rok 1776, kdy vyvrcholila Americká revoluce. Zakladatelé společnosti doufali, že započnou revoluci s otevřeným zdrojovým kódem, což nakonec povede k situaci, kdy se spotřebitelé primárně nebudou spoléhat na proprietární software.

## Produkty
Počítače od System76 jsou většinou pojmenovány po fauně Afriky.

### Laptopy
- Lemur[12]
- Galago UltraPro[13]
- Gazelle Pro[13]
- Kudu Pro[13]
- Bonobo WS[13]
- Serval WS[13]
- Oryx Pro[13]

### Desktopy
- Meerkat[14]
- Sable[14]
- Ratel Pro[14]
- Wild Dog Pro[14]
- Leopard Extreme[14]
- Silverback WS[14]

### Servery
Servery prodávané System76 byly jedněmi z prvních s předinstalovaným Ubuntu. Pozdější modely z roku 2012 získaly pozitivní hodnocení, která oceňovala především cenu a hardwarovou kompatibilitu.
- Eland Pro Pedestal[17]
- Jackal 1U[17]
- Jackal Pro 1U[17]
- Jackal Pro 2U[17]

## Vztahy s komunitou
Firma už v minulosti sponsorovala Ubuntu Developer Summit, hostitelem jejích podpůrných setkání je Canonical, Ltd., primární developer systému Ubuntu.
System76 je aktivním členem Colorado Ubuntu Community, kde působí jako firemní sponsor událostí Ubuntu LoCo a místních release party.